# Oedemeridae

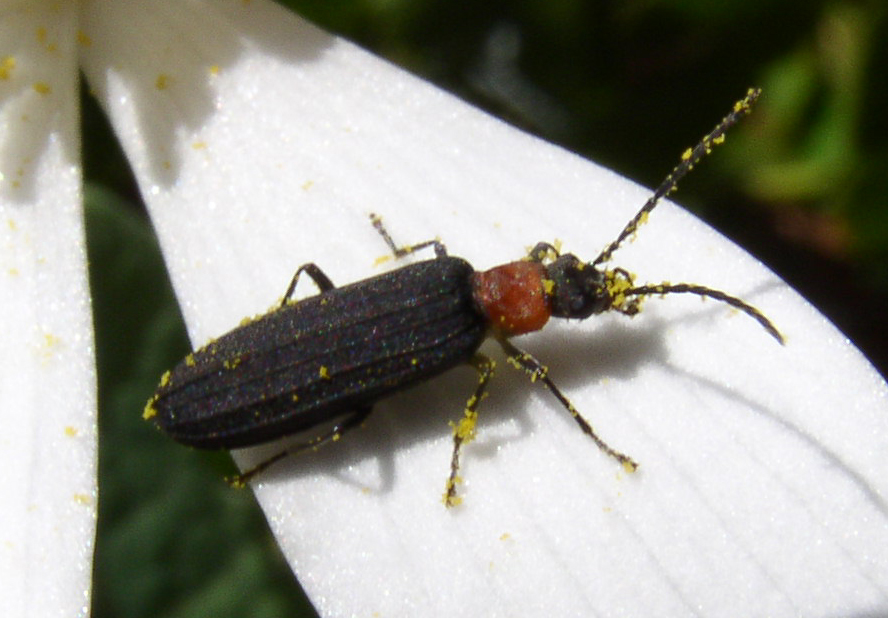
Asclera ruficollis (tribu Asclerini) en flor de Sanguinaria canadensis.

Los oedeméridos o edeméridos (Oedemeridae) son una familia de coleópteros de la superfamilia Tenebrionoidea de distribución cosmopolita  que comprende más de 100 géneros y alrededor de 1500 especies.

## Características
Los edeméridos tienen el cuerpo blando y alargado, de tamaño medio (en general entre 5 y 20 mm de longitud), cabeza sin cuello estrecho que la una al pronoto, antenas largas y filiformes con once segmentos, pronoto sin aristas laterales y mucho más estrecho que la base de los élitros, tarsos heterómeros (con 5 artejos en los tarsos anteriores, 5 en los medios y 4 en los posteriores) con el penúltimo artejo bilobulado, cavidades procoxales abiertas por detrás y procoxas cónicas y contiguas.

## Historia natural
Las larvas se desarrollan en madera descompuesta o en tallos herbáceos. Los adultos son eminentemente florícolas, alimentándose de polen y néctar de asteráceas, apiáceas, cistáceas, brasicáceas, etc., siendo muy polífagos y buenos polinizadores, ya que presentan el cuerpo cubierto de pubescencia a la que se adhieren los granos de polen. Su emergencia está estrechamente ligada a los períodos de máxima floración (primavera y verano). Algunas especies producen sustancias tóxicas defensivas.
Solo una especie, Nacerdes melanura, es perjudicial para el ser humano, ya que perfora madera húmeda y provoca destrozos en muelles y embarcaderos.

## Géneros
Lista de géneros
- Subfamilia: Calopodinae 
  - Tribu: Calopodini
    - Géneros: Calopus - Sparedrus
- Subfamilia: Nacerdinae 
  - Tribu: Ditylini 
    - Géneros: Agasma - Ascleranoncodes - Chrysanthia - Diasclera - Diplectrus - Ditylus - Falsonerdanus - Heliocis - Nerdanus - Pseudonerdanus - Sisenes

  - Tribu: Nacerdini
    - Géneros: Anogcodes - Nacerdes - Opsimea - Xanthochroa
- Subfamilia: Oedemerinae
  - Tribu: Asclerini
    - Géneros: Afrochitona - Alloxacis  - Alloxantha - Alloxanthoides - Alloxoides - Anacerda - Anacerdochroa - Ananca - Anisochroa - Anisochrodes - Anisomallus - Apterosessinia - Asclera - Ascleropsis - Asclernacerdes - Asclerosibutia - Asessinia - Baculipalpus - Chitona - Colobostomoides - Colobostomus  - Copidita - Dainsclera  - Danerces - Dentostomus - Ditylomorphula - Ditylomorphus - Dohrnia - Eobia - Eopselaphus - Falsonerdanus - Gilotia - Ganglbaueria - Heliocis - Hypasclera - Hypascleroides - Hyperopselaphus - Idgiomimula - Indasclera - Ischnomera - Janhorakius - Koniaphassa - Melananthia - Lycopodita - Matusinhosa - Mecopselaphus  - Melananthia - Melananthoides - Meloeditylus - Micronacerdes - Microsessinia - Mimodiplectrus - Mimoselenopalpus - Monosigynes - Nacatrorus - Nacerdochroa - Nacerdochroides - Nerdanus - Oschaninia - Oxacis - Oxycopis - Parasessinia - Parisopalpus - Paroxacis - Piras - Probosca - Platylytra - Pseudohypasclera - Pseudolycus - Pseudonerdanus - Rhinoplatia - Schellia - Schinomera - Schistopselaphus - Selenopalpus - Sessinia - Sisenecantharis - Sisenes - Sisenopiras - Sparedriola - Thelyphassa - Uroplatosisenes - Vasaces - Vodomarus - Xanthochroina - Zabriola

  - Tribu: Oedemerini 
    - Géneros: Oedemera - Oncomera - Dryopomera

  - Tribu: Stenostomatini
    - Géneros: Stenostoma